# Давид ди Донателло 2006
51-я церемония вручения наград премии «Давид ди Донателло» состоялась 21 апреля 2006 года. Номинации были объявлены 4 апреля.

## Победители и номинанты

### Лучший фильм
- Кайман, режиссёр Нанни Моретти
- Мой лучший враг, режиссёр Карло Вердоне
- Ночь накануне экзаменов, режиссёр Фаусто Брицци
- Криминальный роман, режиссёр Микеле Плачидо
- Земля, режиссёр Серджо Рубини

### Лучшая режиссура
- Нанни Моретти — Кайман
- Антонио Капуано — Война Марио
- Микеле Плачидо — Криминальный роман
- Серджо Рубини — Земля
- Карло Вердоне — Мой лучший враг

### Лучший дебют в режиссуре
- Фаусто Брицци — Ночь накануне экзаменов
- Витторио Морони — Ты должно быть волк
- Франческо Мунци — Саймир
- Фаусто Паравидино — Техас
- Стефано Пазетто — Tartarughe sul dorso

### Лучший сценарий
- Стефано Рулли, Сандро Петралья, Джанкарло Де Катальдо в сотрудничестве с Микеле Плачидо — Криминальный роман
- Нанни Моретти, Франческо Пикколо, Federica Pontremoli — Кайман
- Сильвио Муччино, Паскуале Пластино, Сильвия Ранфаньи и Карло Вердоне — Мой лучший враг
- Фаусто Брицци, Массимилиано Бруно, Марко Мартани — Ночь накануне экзаменов
- Анджело Пасквини, Карла Каваллуцци, Серджо Рубини — Земля

### Лучший продюсер
- - Анджело Барбагалло, Нанни Моретти, Джанфранко Барбагалло с Sacher Film — Кайман
  - Франческа Чима, Никола Джулиано и Доменико Прокаччи — Война Марио
  - Аурелио Де Лаурентис, Маурицио Амати и Луиджи Де Лаурентиис — Мой лучший враг
  - Федерика Лучизано, Фульвио Лучизано — Italian International Film, Джаннандреа Пекорелли — Aurora Film e TV с RAICINEMA — Ночь накануне экзаменов
  - Марко Кименц, Фабио Конверси, Теренс Поттер, — Криминальный роман

### Лучшая женская роль
- Валерия Голино — Война Марио
- Маргерита Буй — Кайман
- Кристиана Капотонди — Ночь накануне экзаменов
- Джованна Меццоджорно — Зверь в сердце
- Ана Катерина Морарью — Мой лучший враг

### Лучшая мужская роль
- Сильвио Орландо — Кайман
- Антонио Альбанезе — Вторая брачная ночь
- Фабрицио Бентивольо — Земля
- Ким Росси Стюарт — Криминальный роман
- Карло Вердоне — Мой лучший враг

### Лучшая женская роль второго плана
- Анджела Финоккьяро — Зверь в сердце
- Изабелла Феррари — Прощай любимая
- Мариза Мерлини — Вторая брачная ночь
- Стефания Рокка — Зверь в сердце
- Жасмин Тринка — Кайман

### Лучшая мужская роль второго плана
- Пьерфранческо Фавино — Криминальный роман
- Джорджо Фалетти — Ночь накануне экзаменов
- Нери Маркоре — Вторая брачная ночь
- Нанни Моретти — Кайман
- Серджо Рубини — Земля

### Лучшая операторская работа
- Лука Бигацци — Криминальный роман
- Арнальдо Катинари — Кайман
- Фабио Чанкетти — Земля
- Данило Дезидери — Мой лучший враг
- Марчелло Монтарси — Ночь накануне экзаменов

### Лучшая музыка
- Франко Пьерсанти — Кайман
- Горан Брегович — Дни одиночества
- Паоло Буонвино — Криминальный роман
- Неграмаро (Фабио Бароверо, Simone Fabroni, Рой Пачи, Луис Сичильяно) — Лихорадка
- Бруно Дзамбрини — Ночь накануне экзаменов

### Лучшая песня
- Insieme a te non ci sto più, для Катерина Казелли — Прощай любимая
- Forever Blues, для Лино Патруно — Forever Blues
- I giorni dell’abbandono, для Горан Брегович — Дни одиночества
- Solo per te, для Джулиано Санджорджи — Лихорадка
- You Can Never Hold Back Spring, для Том Уэйтс и Кэтлин Бреннан — Тигр и снег

### Лучшая художественная постановка
- Паола Коменчини — Криминальный роман
- Джанкарло Базили — Кайман
- Андреа Кризанти — Прощай любимая
- Карло Де Марино — Огонь в моём сердце
- Маурицио Маркителли — Мой лучший враг

### Лучший костюм
- Николетта Таранта — Криминальный роман
- Франческо Кривеллини — Вторая брачная ночь
- Annalisa Giacci — Огонь в моём сердце
- Татьяна Романофф — Мой лучший враг
- Лина Нерли Тавиани — Кайман

### Лучший монтаж
- Эсмеральда Калабрия — Криминальный роман
- Освальдо Баргеро — Лихорадка
- Клаудио Ди Мауро — Мой лучший враг
- Лучана Пандолфелли — Ночь накануне экзаменов
- Чечилия Дзанузо — Зверь в сердце

### Лучший звук
- Алессандро Занон — Кайман
- Бенито Алькимеде, Маурицио Грасси — Ночь накануне экзаменов
- Гаэтано Карито — Мой лучший враг
- Mario Iaquone — Криминальный роман
- Бруно Пуппаро — Зверь в сердце

### Лучшие визуальные эффекты
- Proxima — Криминальный роман
- Francesco Sabelli — RSG Effetti speciali — Зверь в сердце
- E.D.I. (Effetti Digitali Italiani) — Лихорадка
- Guido Pappadà — Огонь в моём сердце
- Simone Silvestri — Piano 17
- UBIK — Тигр и снег

### Лучший документальный фильм
- Un inguaribile amore, режиссёр Джованни Ковини
- Codice a sbarre, режиссёр Ивано Де Маттео
- Dentro Roma, режиссёр Франческо Костабайл
- Tanalibera tutti, режиссёр Вито Пальмиери
- Zakaria, режиссёр Джанлука Де Серио и Массимилиано Де Серио

### Лучший короткометражный фильм
- Un inguaribile amore, режиссёр Джованни Ковини
- Codice a sbarre, режиссёр Ивано Де Маттео
- Dentro Roma, режиссёр Франческо Костабайл
- Tanalibera tutti, режиссёр Вито Пальмиери
- Zakaria, режиссёр Джанлука Де Серио и Массимилиано Де Серио

### Лучший европейский фильм
- Матч-пойнт, режиссёр Вуди Аллен
- Дитя, режиссёр Братья Дарденн
- Миссис Хендерсон представляет, режиссёр Стивен Фрирз
- Птицы 2: Путешествие на край света, режиссёр Люк Жаке
- Скрытое, режиссёр Михаэль Ханеке

### Лучший иностранный фильм
- Столкновение, режиссёр Пол Хаггис
- Оправданная жестокость, режиссёр Дэвид Кроненберг
- Доброй ночи и удачи, режиссёр Джордж Клуни
- Горбатая гора, режиссёр Энг Ли
- Цоци, режиссёр Гэвин Худ

### Premio Film Commission Torino Piemonte
- Война Марио, режиссёр Антонио Капуано
- Кайман, режиссёр Нанни Моретти
- Если рождён, уже не спрячешься, режиссёр Марко Туллио Джордана
- Саймир, режиссёр Франческо Мунци
- Земля, режиссёр Серджо Рубини

### Premio David Giovani
- Криминальный роман, режиссёр Микеле Плачидо
- Зверь в сердце, режиссёр Кристина Коменчини
- Никогда не будет, как раньше, режиссёр Джакомо Кампиотти
- Мой лучший враг, режиссёр Карло Вердоне
- Ночь накануне экзаменов, режиссёр Фаусто Брицци

### David del cinquantenario
- Джина Лоллобриджида
- Пьеро Този
- Джузеппе Ротунно
- Эннио Морриконе
- Дино Де Лаурентис
- Франческо Рози
- Сузо Чекки д’Амико
- Марио Гарбулья